# Mousa Broch
Mousa Broch er en meget velbevaret broch eller rundt tårn fra jernalderen, som står på øen Mousa, der er en del af Shetlandsøerne i Skotland. Den er lidt over 13 m høj, og det er den højest broch, der stadig står, og det er blandt de bedst-bevarede forhistoriske bygninger i Europa. Tårnet blev opført omkring år 300 f.v.t., og det er én blandt mere en 500 brocher, der blev opført i Skotland. Steder drives af Historic Environment Scotland og det er et scheduled monument.

## Senere brug
Mousa Broch blev fortsat brugt gennem århundrederne og nævnes i to nordiske sagaer. Egils saga fortæller om et par, der flygtede fra Norge til Island, men blev skibbrudne og brugte brochen som et midlertidigt tilflugtssted. Orkneyinga Saga beretter om en belejring af broch'en af jarl Harald Maddadsson i 1153, efter bortførelsen af hans mor, som blev holdt fanget inde i broch'en.
Stedet blev besøgt af antikvaren George Low under hans rejse i 1774, og han leverede de første tegninger af broch'en. Det blev også besøgt af sir Walter Scott i 1814, som beskrev det som "en piktisk fæstning, sandsynligvis den mest intakte i verden." Geologen og antikvaren Samuel Hibbert besøgte stedet i 1818 og leverede en detaljeret beskrivelse af stedet. Den første nøjagtige opmåling blev udført af Sir Henry Dryden i 1852 og 1866.